# Sázava
Sázava (în germană Sasau) este un oraș din Regiunea Boemia Centrală, Cehia.